# Hikmat Hashimov
Hikmat Hashimov (Yangibazar, RSS de Uzbekistán, 12 de noviembre de 1979) es un exfutbolista de Uzbekistán que jugaba en la posición de centrocampista.

## Carrera

### Club
| Periodo   | Club               | Apariciones | Goles |
| --------- | ------------------ | ----------- | ----- |
| 1998      | MHSK Tashkent      | 4           | 0     |
| 1999-2001 | FC Dustlik         | 20          | 0     |
| 2001-2002 | Sogdiana Jizzakh   | 43          | 4     |
| 2003-2004 | Metallurg Bekabad  | 54          | 12    |
| 2005      | Lokomotiv Tashkent | 20          | 0     |
| 2006      | FC Andijon         | 30          | 2     |
| 2007      | Nasaf Qarshi       | 29          | 3     |
| 2008-2010 | Metallurg Bekabad  | 72          | 13    |
| 2010      | FC Bunyodkor       | 12          | 0     |
| 2011-2017 | Metallurg Bekabad  | 202         | 7     |

### Selección nacional
Jugó para Uzbekistán en 13 ocasiones de 2006 a 2008 y anotó un gol, el cual fue en una victoria por 1-0 ante Taiwán en Taipéi en un partido amistoso el 24 de marzo de 2007. Participó en la Copa Asiática 2007.

## Logros
- Liga de fútbol de Uzbekistán (1): 2010
- Copa de Uzbekistán (1): 2010